# جردن همیلتون
جردن همیلتون (انگلیسی: Jordan Hamilton؛ زادهٔ ۶ اکتبر ۱۹۹۰) بازیکن بسکتبال اهل ایالات متحده آمریکا است.

## حرفه
از باشگاه‌هایی که در آن بازی کرده‌است می‌توان به نیو اورلینز پلیکانز، دنور ناگتس، و لس آنجلس کلیپرز اشاره کرد.